# Temesvári Dohánygyár
A Temesvári Dohánygyár Magyarország legrégebbi, és a fiumei után második legnagyobb dohánygyára volt Temesváron. Józsefvárosban, a Nicolae Titulescu rakparton (Splaiul Nicolae Titulescu, korábban Bégajobbsor) helyezkedik el. Épülete műemléki védettséget élvez; a romániai műemlékek jegyzékében a TM-II-m-B-06160 sorszámon szerepel.

## Története

### Előzmények
II. József kifejezetten támogatta a dohánytermesztést, a Bánságba például Amerikából hozatott dohánymagokat. Az 1848–49-es szabadságharc előtt már 55 000 holdról 50 000 mázsa dohányt takarítottak be; a dohánytermesztésre a 19. század első felében magyar kertészfalvak is települtek (pl. Majláthfalva, Józsefszállás).

### A dohánygyár megalapítása és működése
Temesváron 1846-ban épült fel az ekkor még magánkézben levő, Dohány Malom néven ismert feldolgozó manufaktúra, ezzel Magyarország legrégebbi dohánygyára volt. Eleinte 200 munkást foglalkoztatott, ezzel a fiumei után a második legnagyobb volt az országban. 1851-ben császári paranccsal a dohányipart állami monopóliummá tették. Ezt követően túlsúlyba került a szivargyártás, a minőséget és gazdaságosságot pedig szigorú technológiai előírásokkal és prémiumrendszerrel növelték. 1856-ban az állami dohánygyár 297 főnek adott munkát, és 530 m²-en működött. Népszerű termékei közé tartozott az európai exportra is termelt Cuba–Portorico és az 1860-tól (nem csak Temesváron) gyártott Erdély márkájú szivar. A cigarettagyártást 1871-ben indították be, eleinte török importdohányból.
A kiegyezés után, 1867-től létrejött az önálló Magyar Királyi Dohányjövedék, és vele a dohányipar központi termelésszervezése. A növekvő igények kielégítésére Temesváron is hatalmas új, állami dohánygyárat emeltek a manufaktúra helyett, melyben 1872-ben indult meg a termelés. Az 1880-as tűzvész után újjá kellett építeni. 1890-ben már 1875 főt (ebből 1745 női munkást), 1911 végén 1700 főt foglalkoztatott, ami messze a legtöbb volt Temesvár ipari üzemei közül; a nagyiparban foglalkoztatott 6400–7000 embernek mintegy a negyedét tette ki. A feldolgozott dohány mennyisége az 1890-es 165 000 kg-ról 1910-re a gépesítés eredményeképpen több mint tizenötszörösére, 2 788 000 kg-ra emelkedett; utóbbin belül 1 314 908 kg végterméke finom pipadohány, 990 288 kg rendes pipadohány, 116 773 kg szivar és 353 511 kg cigaretta volt. Az első világháború előtt gyakorlatilag elérte végleges kiterjedését: ekkor 26 380 m²-en terült el.
A temesvári közvilágításhoz hasonlóan a gyárban is bevezették a gázvilágítást, 1899-ben pedig a központi fűtést is. A fűtőanyagot (fát, majd szenet) a Dél–Bánságból vízi úton, a Dunán, Tiszán és Bégán szállították, a szükséges nagy mennyiségű vizet pedig az udvaron fúrt kutakból vételezték.

### Az első világháború után
Az első világháború utáni bizonytalanság 1919–1920-ban válságba sodorta a gyárat, kis híján meg is szűnt. Igazodnia kellett az új, román állami monopóliumhoz, és emiatt számos szakmunkását elvesztette, ami később jelentős elmaradásokhoz vezetett a termelésben: 1920-ban például csak 780 187 kg dohányt tudott feldolgozni. A termelés csak a nagy gazdasági világválság után állt helyre teljesen. A termékpaletta is megváltozott: a szivarok közül a Cuba–Portorico és az Erdély gyártásban maradt (utóbbi Ardeal néven), de újak is megjelentek Regalia Media, Regalitas, Expeciale Britanica és Cigarillos néven. Cigaretták közül például a Ţigarete Regale, R.M.S., Dame, valamint Carpaţi és Naţionale márkák jelentek meg.

### A rendszerváltás után
1990 után a gyár a nemzeti dohányvállalat (Societatea Națională „Tutunul Românesc”) része lett. Igazgatója éveken át Erdély István volt. Jelentős felújításon esett át, 1998-ig összesen 20 millió német márka értékű beruházás valósult meg. Az ekkori 3605 tonnás cigarettatermelés 2002-re mégis 1103 tonnára csökkent, 2003 derekán pedig a gyár bezárt. A munkások három hétig tiltakoztak a temesvári megyeháza előtt.
A gyár még mindig jó állapotú épületegyüttese ipari műemlék.